# Jérôme Fernandez
Jérôme Fernandez (Cenon, 7 marzo 1977) è un allenatore di pallamano ed ex pallamanista francese.
È l'attuale capocannoniere della nazionale francese maschile di pallamano, con cui ha segnato 1 443 gol.

## Carriera
Ha vinto due medaglie d'oro olimpiche nella pallamano con la nazionale maschile francese, trionfando alle Olimpiadi 2008 svoltesi a Pechino e alle Olimpiadi 2012 di Londra.
Ha partecipato anche alle Olimpiadi 2000 e alle Olimpiadi 2004, in cui la Francia è giunta rispettivamente sesta e quinta nel torneo di pallamano maschile.
Inoltre con la sua nazionale ha conquistato anche quattro medaglie d'oro (2001, 2009, 2011, 2015) e due medaglie di bronzo (2003 e 2005) ai campionati mondiali, tre medaglie d'oro (2006, 2010 e 2014) e una medaglia di bronzo (2008) ai campionati europei.
A livello di club ha conquistato una EHF Champions League nel 2005, una EHF Cup nel 2003, una Supercoppa europea nel 2004, una Supercoppa di Spagna nel 2004, una Coppa del Re nel 2004 e un campionato spagnolo nel 2003 militando nel Barcelona, due campionati francesi (2000 e 2002) con il Montpellier HB, quattro Coppe di Francia (1998, 2000, 2001 e 2002), una Coppa di Germania nel 2011, una Supercoppa di Germania nel 2011 e un Super Globe nel 2011 mentre era nelle file del THW Kiel. Dal 2011 milita nel Tolosa.